# Východoantarktický ledový příkrov

Mapa Antarktidy

Východoantarktický ledový příkrov je jedním ze dvou velkých ledových příkrovů v Antarktidě a největší na celé planetě. Příkrov leží mezi 45° západně a 168° východně ve směru zeměpisné délky.
Příkrov obsahuje tolik ledu, že kdyby roztál, vedlo by to ke zvýšení globální hladiny oceánů o 53,3 m. Svou rozlohou a hmotou je podstatně větší než Západoantarktický ledový příkrov, od nějž je oddělen Transantarktickými horami. Východoantarktický ledový příkrov je nejsušší, největrnější a nejchladnější místo na Zemi se záznamy o teplotě až téměř −100 °C. Má nejsilnější led na Zemi, tlustý 4800 m. Nachází se na něm zeměpisný jižní pól a polární stanice jižního pólu Amundsen–Scott .

## Změny ledové hmoty
Současné mezinárodní zaměření na problémy globálního oteplování upozornilo na tání polárních ledových čepic a obecně ústup ledovců. Starší analýza údajů ze studií GRACE ukázala, že Východoantarktický ledový příkrov ztrácel hmotnost 57 miliard tun ročně a že celková antarktická ledová pokrývka (včetně Západoantarktického ledového příkrovu a pobřežních oblastí) ztrácela hmotnost rychlostí 152 kubických kilometrů (asi 139 miliard tun) ročně. Novější odhad publikovaný v listopadu 2012 a založený na datech GRACE a na vylepšeném modelu isostatické úpravy ledovce naznačuje, že Východní Antarktida ve skutečnosti získala hmotnost od roku 2002 do roku 2010 rychlostí 60±13 Gt/r.
Odhaduje se, že během pleistocénu se Východoantarktický ledový příkrov ztenčil nejméně o 500 metrů a toto ztenčení od posledního glaciálního maxima je menší než 50 metrů a pravděpodobně začalo po době před 14 000 lety.

## Změny teploty
Ochlazení ve východní Antarktidě během desetiletí 80. a 90. let částečně kompenzovalo oteplování Západoantarktického ledového příkrovu, který se zahřál rychlostí o více než 0,1 °C/dekáda za posledních 50 let. Celokontinentální trend průměrné povrchové teploty Antarktidy je pozitivní a statisticky významný při >0,05 °C/dekáda od roku 1957.

## Územní nároky
Mnoho zemí si nárokuje části Antarktidy. V rámci Východoantarktického ledového příkrovu si Spojené království, Francie, Norsko, Austrálie, Chile a Argentina nárokují části (někde se překrývající) jako své vlastní území.